# Cranichis cochleata
Cranichis cochleata är en orkidéart som beskrevs av Robert Louis Dressler. Cranichis cochleata ingår i släktet Cranichis, och familjen orkidéer. Inga underarter finns listade i Catalogue of Life.